# Pedohydrologia
Pedohydrologia, hydrologia gleb – nauka wchodząca w skład hydrologii. Interesuje się ona procesami hydrologicznymi, które odbywają się od powierzchni ziemi poprzez glebę do najbardziej powierzchownej warstwy litosfery.